# 2–8 Atholl Crescent

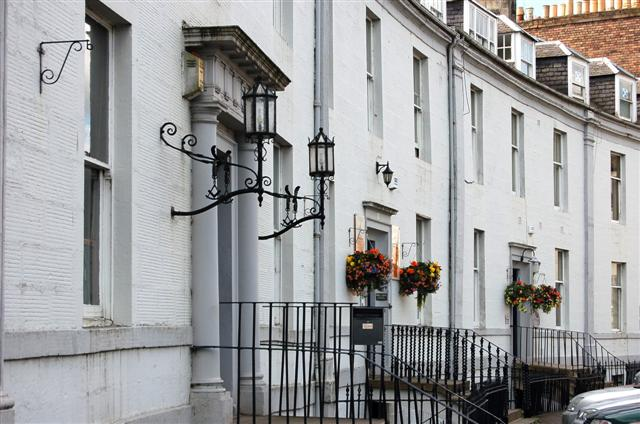
2–8 Atholl Crescent

Unter der Adresse 2–8 Atholl Crescent in der schottischen Stadt Perth in der Council Area Perth and Kinross befindet sich ein Wohngebäudeensemble. 1965 wurde das Ensemble in die schottischen Denkmallisten in der höchsten Denkmalkategorie A aufgenommen. Des Weiteren ist es zusammen mit verschiedenen umliegenden Bauwerken Teil eines umfassenderen Denkmalensembles der Kategorie A.

## Beschreibung
Der Bau der Gebäudezeile wurde 1797 begonnen. Ihre Fertigstellung ist nicht überliefert, eine Landkarte aus dem Jahre 1805 zeigt jedoch die vollständige Gebäudezeile, sodass die Arbeiten vorher abgeschlossen worden sein müssen. Die Gebäude beschreiben einen flachen Bogen entlang des Atholl Crescents am Nordrand des Stadtzentrums. Gegenüber erstreckt sich ein öffentliches Grün bis zum Tay.
Die zweistöckige Gebäudezeile ist klassizistisch ausgestaltet. Jedes der Häuser ist drei Achsen weit. Flankierende Pilaster grenzen die Fassaden der einzelnen Häuser optisch ab. Gesimse bekrönen die zentralen Eingangstüren. Die Fassade von Gebäude Nummer 2 war einst mit Harl verputzt. Das zentrale Haus tritt leicht aus dem Bogen heraus. Es ist aufwändiger ausgestaltet. So flankieren dorische Säulen die Eingangstüre. Seine Fassade schließt mit einem schlichten Dreiecksgiebel mit Oculus.